# Hamilton (North Dakota)
Hamilton is een plaats (city) in de Amerikaanse staat North Dakota, en valt bestuurlijk gezien onder Pembina County.

## Demografie
Bij de volkstelling in 2000 werd het aantal inwoners vastgesteld op 73.
In 2006 is het aantal inwoners door het United States Census Bureau geschat op 66, een daling van 7 (-9,6%).

## Geografie
Volgens het United States Census Bureau beslaat de plaats een oppervlakte van
0,8 km², geheel bestaande uit land. Hamilton ligt op ongeveer 252 m boven zeeniveau.

## Plaatsen in de nabije omgeving
De onderstaande figuur toont nabijgelegen plaatsen in een straal van 24 km rond Hamilton.